# Away from the World
Away From The World – album zespołu Dave Matthews Band mający premierę 11 września 2012 roku. Produkcją albumu zajął się producent trzech pierwszych studyjnych albumów zespołu Steve Lillywhite. Album został nagrany w studiu nagraniowym w Seattle. Początek sesji nagraniowej miał miejsce na początku lutego 2012 roku i zakończony został 3 miesiące później w maju. Tytuł albumu zaczerpnięty z piosenki "The Riff": "Sitting in a box / away from the world out there."
Away From The World jest szóstym kolejnym albumem studyjnym Dave Matthews Band, który zadebiutował na pierwszym miejscu listy Billboard 200. Tym samym Dave Matthews Band stał się pierwszym wykonawcą, któremu udała się sztuka umieszczenia sześciu kolejnych albumów studyjnych na szczycie tej prestiżowej listy.
Podobnie jak w przypadku albumu Big Whiskey and the GrooGrux King również w przypadku albumu Away From The World w sesji nagraniowej udział wzięli stale współpracujący z zespołem: Tim Reynolds (gitara), Jeff Coffin (saksofon) oraz Rashawn Ross (trąbka).
Away From The World jest pierwszym albumem zespołu nagranym bez udziału tragicznie zmarłego w roku 2008 saksofonisty oraz jednego z założycieli zespołu LeRoia Moore’a.

## Lista utworów
1. "Broken Things" 5:38
2. "Belly Belly Nice" 3:53
3. "Mercy" 4:28
4. "Gaucho" 4:25
5. "Sweet" 4:12
6. "The Riff" 5:35
7. "Belly Full" 1:43
8. "If Only" 5:38
9. "Rooftop" 4:12
10. "Snow Outside" 6:11
11. "Drunken Soldier" 9:45

## Twórcy
Dave Matthews Band
- Carter Beauford – perkusja, śpiew
- Stefan Lessard – bas
- Dave Matthews – gitary, śpiew, fortepian, ukulele
- Boyd Tinsley – skrzypce
- Tim Reynolds – gitara elektryczna
- Jeff Coffin – saksofon
- Rashawn Ross – trąbka, śpiew

## Goście
- Roger Smith – organy Hammonda

## Produkcja
- Producent — John Alagía, Steve Lillywhite